# Polystichum hancockii
Polystichum hancockii är en träjonväxtart som först beskrevs av Henry Fletcher Hance, och fick sitt nu gällande namn av Friedrich Ludwig Diels. Polystichum hancockii ingår i släktet Polystichum och familjen Dryopteridaceae. Inga underarter finns listade.